# Фрузиновка
Фрузиновка (укр. Фрузинівка) — село, входит в Иванковский район Киевской области Украины.
Население по переписи 2001 года составляло 144 человека. Почтовый индекс — 07221. Телефонный код — 4591. Занимает площадь 0,7 км². Код КОАТУУ — 3222080805.
В старину Фрузиновка, а ещё ранее Подолъ - деревня в Горностайпольской волости Радомысльского уезда Киевской губернии.

## Местный совет
07220, Київська обл., Іванківський р-н, с. Дитятки